# Liste der Kulturdenkmäler in Sessenhausen
In der Liste der Kulturdenkmäler in Sessenhausen sind alle Kulturdenkmäler der rheinland-pfälzischen Ortsgemeinde Sessenhausen aufgeführt. Grundlage ist die Denkmalliste des Landes Rheinland-Pfalz (Stand: 21. Dezember 2021).

## Einzeldenkmäler
| Bezeichnung                        | Lage                                 | Baujahr    | Beschreibung                                      | Bild                           |
| ---------------------------------- | ------------------------------------ | ---------- | ------------------------------------------------- | ------------------------------ |
| Katholische Filialkirche St. Josef | Hauptstraße 37 Lage                  | 1933       | Bruchsteinbau, bezeichnet 1933                    | weitere Bilder Fotos hochladen |
| Wohnhaus                           | Hauptstraße 40 Lage                  | um 1860/70 | Wohnhaus, Quadermauerwerk, um 1860/70             | Fotos hochladen                |
| Kriegerdenkmal                     | nördlich des Ortes an der L 306 Lage | 1925       | Kriegerdenkmal 1914/18, 1925, nach 1945 erweitert | weitere Bilder Fotos hochladen |